# Nohama na zemi
Nohama na zemi je název druhého alba popové kapely Lunetic. Album bylo vydáno v roce 1999 v České republice a na Slovensku pod značkou Universal Music Group.
Po úspěšném prodeji, byla ve stejném roce vydána také reedice alba pod názvem Nohama na zemi - Edice 2000.

## Seznam skladeb
| #  | Název písně            | Hudba       | Text                        | Čas   |
| -- | ---------------------- | ----------- | --------------------------- | ----- |
| 1  | Intro                  | Stano Šimor | Instrumentál                | 01:20 |
| 2  | Dotyky                 | Stano Šimor | David Škach                 | 03:54 |
| 3  | Kapky příběhů          | Stano Šimor | David Škach                 | 03:52 |
| 4  | Měsíčňani              | Stano Šimor | David Škach a Martin Kocián | 03:31 |
| 5  | Neplakej - mám Tě rád  | Fred Parris | David Škach                 | 03:13 |
| 6  | Ať je hudba Tvůj lék   | Stano Šimor | David Škach                 | 03:47 |
| 7  | Udělám, co budeš chtít | Stano Šimor | David Škach                 | 03:38 |
| 8  | Závist                 | Stano Šimor | David Škach a Martin Kocián | 04:03 |
| 9  | Jsi kouzelná           | Stano Šimor | David Škach                 | 03:50 |
| 10 | Příběh malého chlapce  | Stano Šimor | David Škach                 | 03:57 |
| 11 | Měj naději             | Stano Šimor | David Škach                 | 03:51 |
| 12 | Závist (Remix)         | Stano Šimor | David Škach a Martin Kocián | 03:57 |

### Nohama na zemi - Edice 2000
Ke konci roku 1999 bylo album znovu vydáno pod názvem Nohama na zemi - Edice 2000.
Album obsahuje 11 původních písní a 5 nových.
| #  | Název písně                           | Hudba          | Text                                        | Čas   |
| -- | ------------------------------------- | -------------- | ------------------------------------------- | ----- |
| 1  | Intro                                 | Stano Šimor    | Instrumentál                                | 01:20 |
| 2  | Dotyky                                | Stano Šimor    | David Škach                                 | 03:54 |
| 3  | Kapky příběhů                         | Stano Šimor    | David Škach                                 | 03:52 |
| 4  | Měsíčňani                             | Stano Šimor    | David Škach a Martin Kocián                 | 03:31 |
| 5  | Neplakej - mám Tě rád                 | Fred Parris    | David Škach                                 | 03:13 |
| 6  | Ať je hudba Tvůj lék                  | Stano Šimor    | David Škach                                 | 03:47 |
| 7  | Udělám, co budeš chtít                | Stano Šimor    | David Škach                                 | 03:38 |
| 8  | Závist                                | Stano Šimor    | David Škach a Martin Kocián                 | 04:03 |
| 9  | Jsi kouzelná                          | Stano Šimor    | David Škach                                 | 03:50 |
| 10 | Příběh malého chlapce                 | Stano Šimor    | David Škach                                 | 03:57 |
| 11 | Měj naději                            | Stano Šimor    | David Škach                                 | 03:51 |
| 12 | Rok a den                             | George Michael | David Škach                                 | 04:27 |
| 13 | Please come back to me                | Stano Šimor    | David Škach, M. Lark, Veronika a M. Solomon | 03:54 |
| 14 | I want to kiss you                    | Stano Šimor    | David Škach, Veronika a M. Solomon          | 03:27 |
| 15 | Kapky příběhů (Remix by Mogum P.)     | Stano Šimor    | David Škach                                 | 03:44 |
| 16 | Neplakej - mám Tě rád (vokální verze) | Fred Parris    | David Škach                                 | 03:12 |

## Sestava při nahrávání
- Václav Jelínek - hlavní vokály
- Martin Kocián - vokály, rap
- David Škach - vokály
- Aleš Lehký - vokály
- Stano Šimor - produkce
- Mikoláš Albert - recitace
- Zdeněk Blažek - hudební režie a kytara[1]